# Kosteletzkya pentacarpos
Kosteletzkya pentacarpos är en malvaväxtart som först beskrevs av Carl von Linné, och fick sitt nu gällande namn av Carl Friedrich von Ledebour. Kosteletzkya pentacarpos ingår i släktet Kosteletzkya och familjen malvaväxter. Inga underarter finns listade i Catalogue of Life.